# دمس قائم
الدَمَس القائم نوع نباتي اسمه العلمي (باللاتينية: Conocarpus erectus) من جنس الدمس، وهو شجر في الفصيلة العسمية أو القمبريطية (باللاتينية: Combretaceae) ضمن رتبة الآسيات.

## النمو والانتشار
ينمو الدمس المنتصب في المناطق الاستوائية الساحلية والمناطق شبه الاستوائية حول العالم مثل فلوريدا وبرمودا والبهاما وجزر الكاريبي وأمريكا الوسطى والجنوبية من المكسيك وحتى البرازيل وأفريقيا الغربية وميلانيزيا وبولينيزيا وتم استجلابه وزراعته في الكويت.

## الأسماء العلمية المرادفة
- (الاسم العلمي:Conocarpus acutifolius)
- (الاسم العلمي:Conocarpus procumbens)
- (الاسم العلمي:Conocarpus sericeus)
- (الاسم العلمي:Conocarpus supina)
- (الاسم العلمي:Conocarpus erectus var. Arboreus)
- (الاسم العلمي:Conocarpus erectus var. Argenteus)
- (الاسم العلمي:Conocarpus erectus var. Procumbens)
- (الاسم العلمي:Conocarpus erectus f. Sericeus)
- (الاسم العلمي:Conocarpus erectus var. sericeus)

## الأسماء الأخرى
منجروف كاذب ومنجروف رمادي ومنجروف سرقسطة وكنوكرب منتصب.

## معرض صور

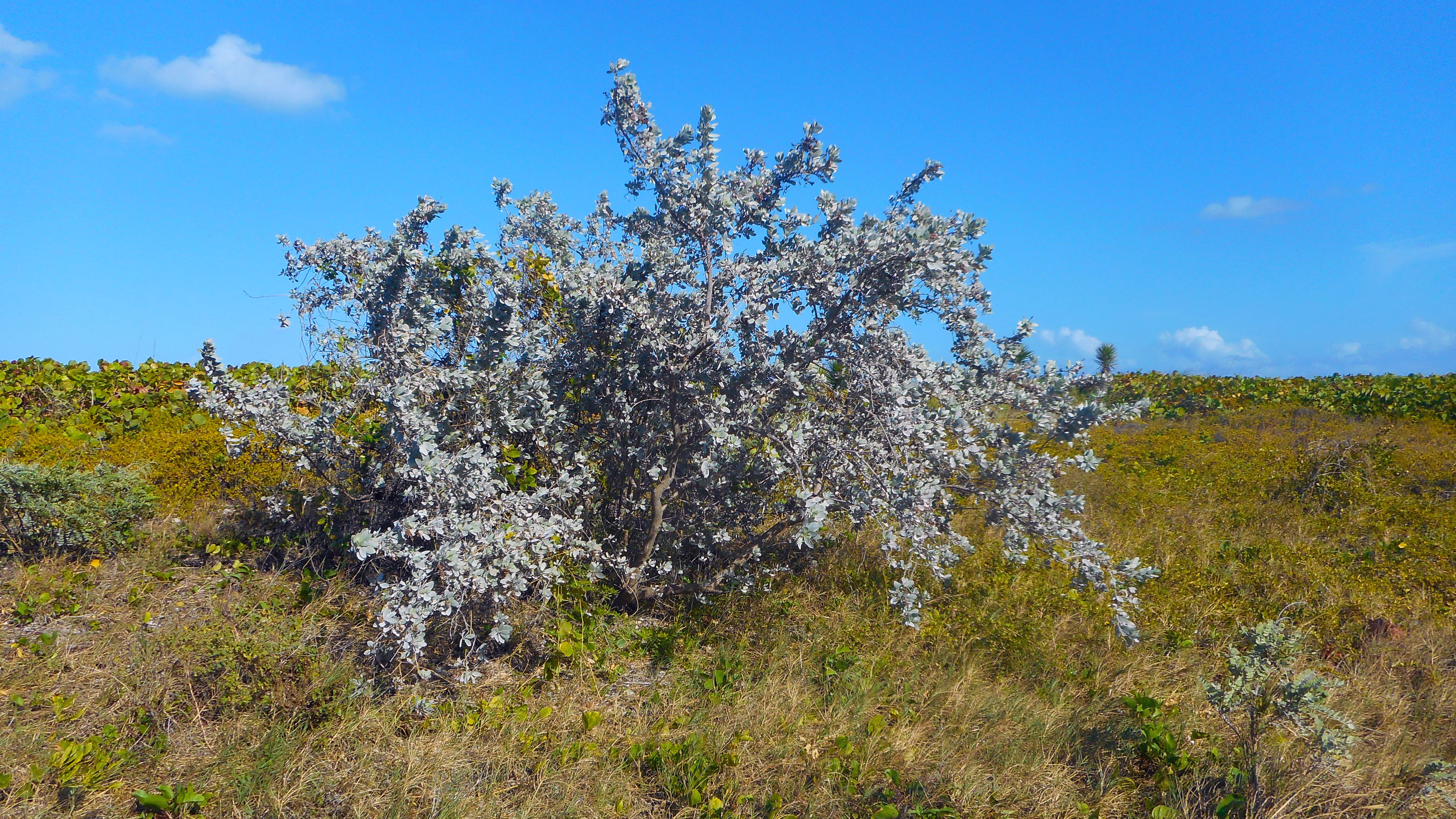
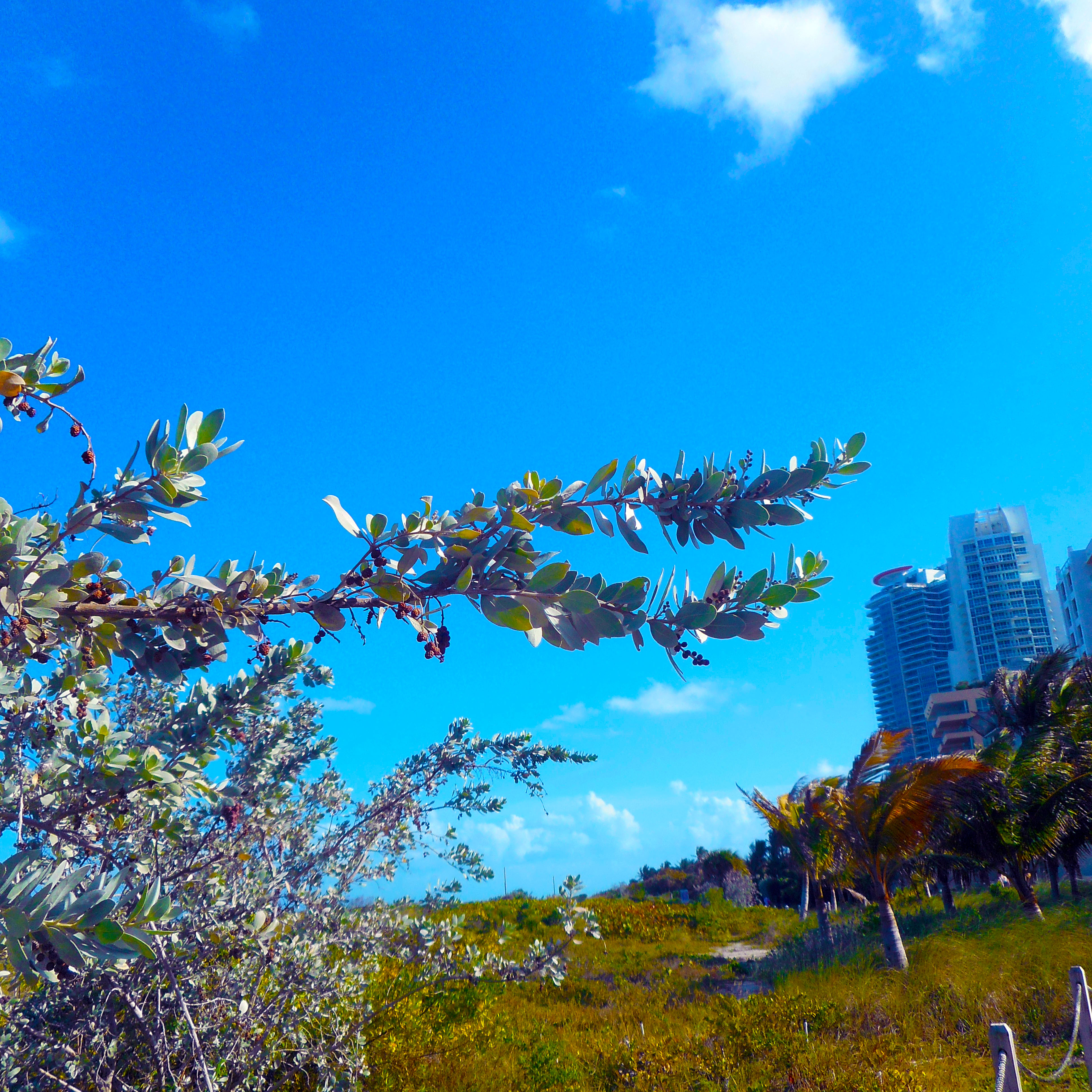
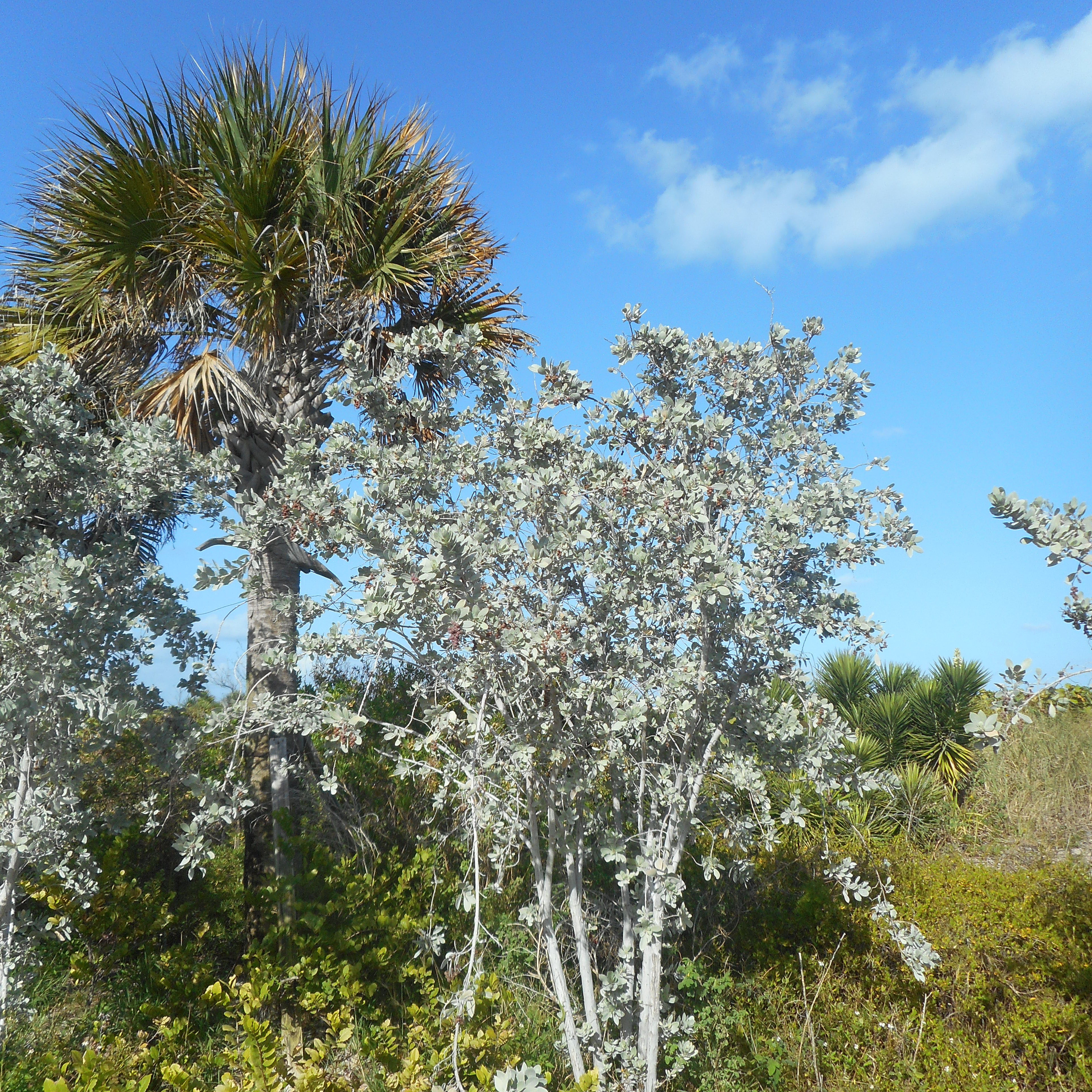
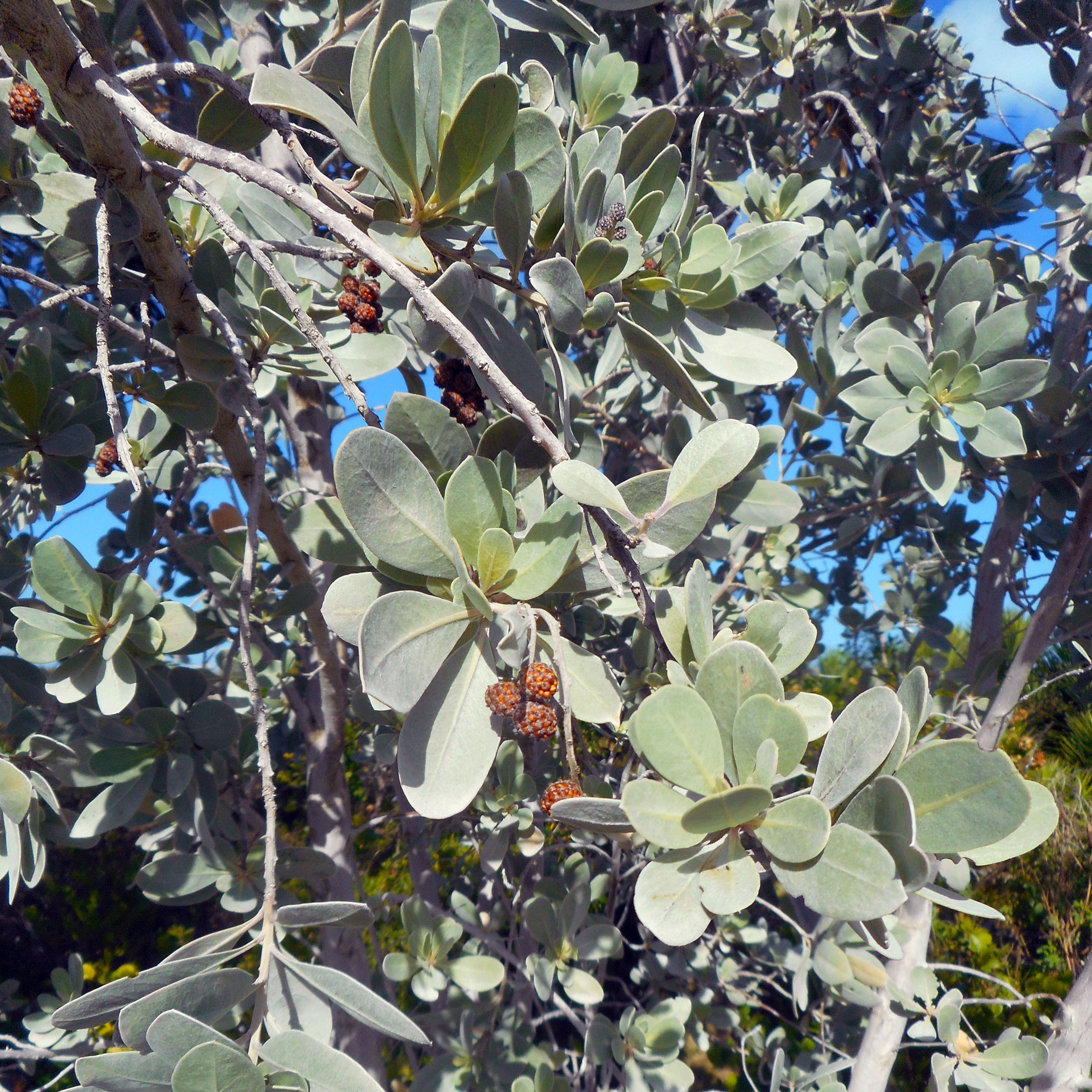